# Incel
Incel (cuvânt format din abrevierea expresiei din limba engleză involuntary celibacy, în limba română: celibat involuntar) definește un membru al unei subculturi online. Indivizii asociați cu această subcultură sunt considerați a fi incapabili să dezvolte relații naturale și armonioase de ordin romantic sau strict sexual deși își doresc acest lucru. Retorica acestora este în general marcată de misoginism, resemnare, mizantropie, narcisism, rasism sau o puternică aversiune față de cei ce au relații de tipul celor pe care ei și le doresc. În același timp, discursul lor promovează ideea că accesul la sex este un drept ce trebuie a fi asigurat și impus. Incelii sunt considerați adesea ca făcând parte dintr-un ecosistem online al supremației albe, fapt susținut și de apartenența majoritară a bărbaților albi, heterosexuali, la acest grup.
Incelii se poziționează în totală opoziție cu mișcarea feministă.
The Daily Dot și Der Spiegel au făcut legături între NoFap, inceli, asasinate recente din SUA și cuib de dezvoltare a terorismului autohton. Grupări creștine de extrema dreaptă cu ideologie de naționalism alb și neonazism au trimis amenințări cu moartea managerilor Pornhub și actrițelor porno, asociindu-se cu grupări contra traficului de exploatare sexuală și contra pornografiei.